# Skalnica (Pogórze Karkonoskie)
Skalnica (niem. Falsberg, 675 m n.p.m.) – szczyt w Karkonoszach w obrębie Pogórza Karkonoskiego.
Znajduje się na północno-zachodnim krańcu Pogórza Karkonoskiego, w Szklarskiej Porębie.
Od północy opada stromo do doliny Kamiennej tworząc urwiska, południowe zbocza są łagodne. Cały masyw obfituje w skałki, głazowiska i pojedyncze głazy. Na północno-zachodnim zboczu stoi Głazisko i Dziobata, na północnym Piekielnik, na północno-wschodnim znajduje się Czerwona Jaskinia.
Zbudowany z granitu karkonoskiego.
Większa część masywu porośnięta jest lasem natomiast południowe zbocza są coraz bardziej zajmowane przez budownictwo pensjonatowe. Na południowo-wschodnim zboczu, w okolicach stacji Szklarska Poręba Średnia znajduje się park rozrywki Dinopark.